# Cambridge (Maryland)
Cambridge – miasto w Stanach Zjednoczonych, w stanie Maryland, w hrabstwie Dorchester.